# Emmanuel Saguez de Breuvery
Emmanuel Saguez de Breuvery né le 28 février 1903 à Caen et mort le 14 février 1970 à New York, est un jésuite et enseignant français.

## Biographie

### Jeunesse
Membre de la famille Saguez de Breuvery, il est le fils de Jules Saguez de Breuvery et de Lucie Darodes de Tailly. Il fait ses études secondaires au collège Sainte Marie de Caen. Il est ensuite diplômé de l'institut d'études politiques de Paris et docteur en philosophie de l'Université grégorienne

### Jésuite
Il entre à la Compagnie de Jésus en 1921 à Paris. Il continue sa formation à Jersey, et suit par la suite des études théologiques à Lyon et Falkenburg. Il est ordonné prêtre à Paris le 7 juillet 1935. Suivent trois années d’études, de recherches, et de travail sur place, en Allemagne, en Angleterre et en France.
En Chine, le dimanche, il est « aumônier des navires de guerre » et ses sermons sont très suivis 
À Shanghai, un de ses sermons, prononcé en l’église St Joseph le jour de la fête de Jeanne d’Arc à Shanghai  : Sermon reproduit dans le Journal de Shanghai le 16 mai 1939, prononcé à l’église St Joseph par le RP de Breuvery : « Jeanne releva le monde du péché de veulerie…. » d'après l'ouvrage de Gabriel Hanotaux.
À partir du milieu des années cinquante, le Père Emmanuel de Breuvery, vint de New York une fois par mois - à Washington -  célébrer la messe à l’intention des francophones de Washington dans la chapelle des Petites Sœurs du Sacré-Cœur. 
Vers 1955, le pensionnat du Sacré Cœur est transféré à Bethesda où les messes continuèrent à être célébrées par le Père de Breuvery ou des prêtres étudiants belges ou canadiens 

### Enseignant
Il est chargé de cours de géographie économique de la Chine à l'université l'Aurore à Shanghai. . Avec quelques collaborateurs, il édite un bulletin économique et juridique : The Monthly Bulletin.
De 1949 à 1951. Puis il est expulsé de Chine.

### À l'ONU
Il est directeur adjoint de la délégation française de la 14ème section du Conseil économique et social des Nations unies . 
Il entre au Secrétariat de l'ONU en 1952, jusqu'en 1955. Il est nommé senior-officer des affaires économiques.
De 1955 à 1960, il est chef de la section de l'énergie et des ressources aquatiques. De 1960 à 1964, il est directeur de la branche des ressources et du transport.
En août 1961, il organise à Rome une Conférence des Nations unies sur les nouvelles sources d'énergie, en vue d' explorer les possibilités offertes par les sources naturelles pour le développement des "nations en croissance".
De 1964 à 1970, il reste au service des Nations unies comme senior-adviser conseiller spécial de la Science et de la Technologie marine.

## Écrits
- Les banques locales et les formes traditionnelles du crédit. In: Bulletin de l'université l'Aurore Serie III 1.1940,2. S. 155-192.…
- Pays sous-développés et sources nouvelles d'énergie  article paru dans la revue Les Études  de janvier 1962

Le New York Times lui consacre un article quand il quitte l'ONU en 1964 et à sa mort en 1970